# Overisel
Overisel est un township situé dans le comté d'Allegan, dans l’État du Michigan, aux États-Unis. Lors du recensement de 2010, sa population s’élevait à 2 911 habitants.
La localité a été nommée en hommage à la province néerlandaise d’Overijssel.

## Personnalité liée à la ville
Le mathématicien George David Birkhoff est né à Overisel en 1884.

## Source
- (en) Cet article est partiellement ou en totalité issu de l’article de Wikipédia en anglais intitulé « Overisel Township, Michigan » (voir la liste des auteurs).